# Samotna planeta

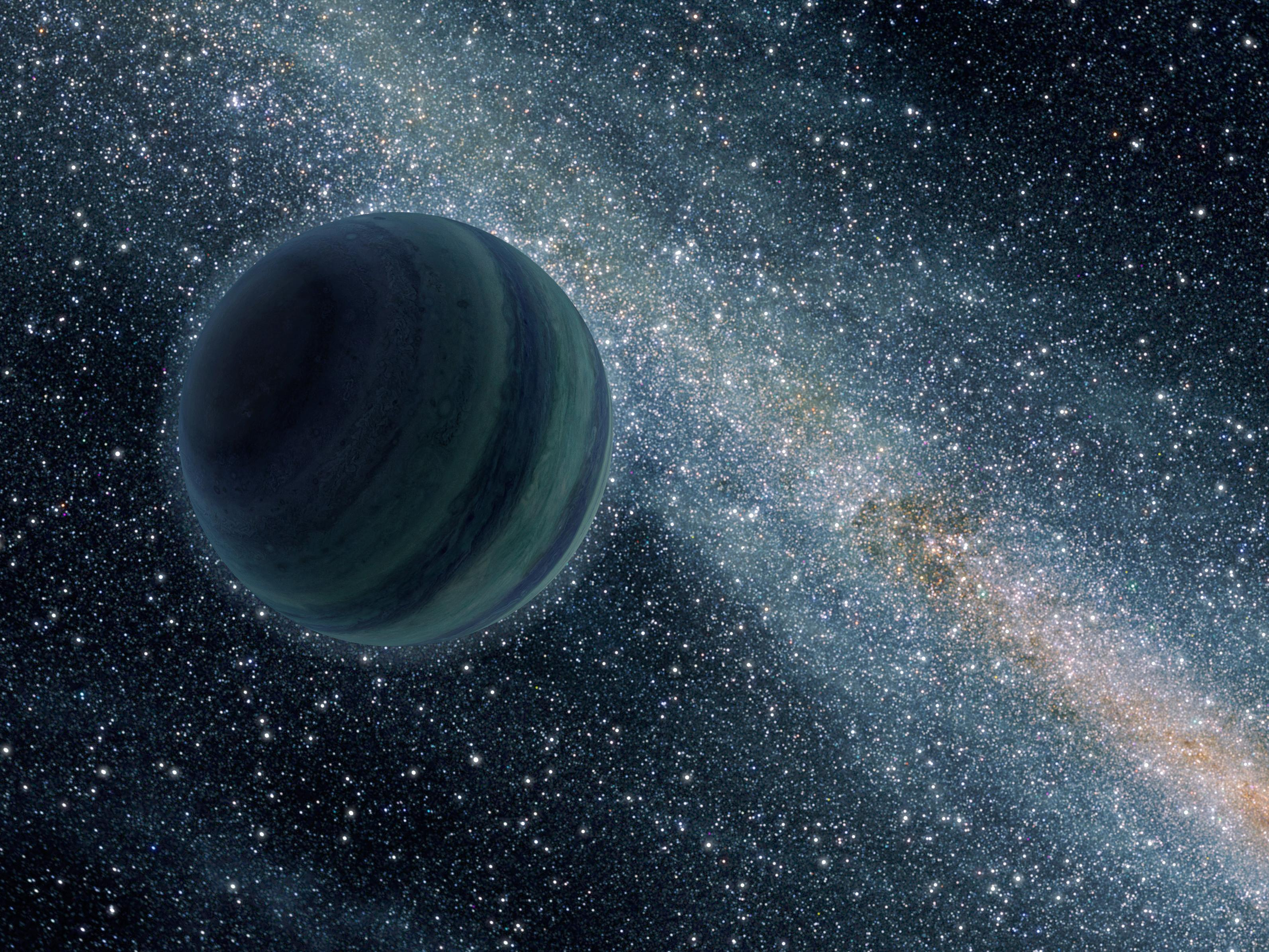
Artystyczna wizja samotnej planety wielkości Jowisza

Samotna planeta (swobodna planeta) – zwarty obiekt o masie planetarnej, który nie jest związany grawitacyjnie z żadną gwiazdą czy brązowym karłem.

## Definicja
Według oficjalnej definicji Working Group on Extrasolar Planets (WGESP), planeta to „obiekt o masie poniżej minimalnej masy, wymaganej do rozpoczęcia reakcji termojądrowej, który orbituje wokół gwiazdy”.  Według tej definicji swobodne obiekty o masie planetarnej, powstające w młodych gromadach gwiazd, nie są planetami, ale brązowymi podkarłami. W samej definicji znajduje się także zastrzeżenie, że przyjęte przez WGESP definicje są kompromisem, który nie zadowala w pełni żadnego z członków WGESP, ale stanowi rozsądną tymczasową definicję planety, która to definicja może ulec w przyszłości zmianom w miarę wzrostu wiedzy na ten temat.
Niezależnie od definicji WGESP, termin „samotna planeta” jest powszechnie używany także do określania swobodnie podróżujących obiektów o masie planetarnej, powstałych poza systemami słonecznymi.

## Powstawanie
Samotne planety mogą powstawać na dwa sposoby; najbardziej prawdopodobne jest, że powstały one w normalnych układach planetarnych, ale w wyniku przypadkowej kolizji zostały wyrzucone z ich orbit i rozpoczęły samotną podróż. Możliwy jest także mechanizm, w którym planety tego typu powstały z dala od gwiazd z zagęszczonych obłoków pyłowych.

## Historia obserwacji
Pierwsze doniesienia o istnieniu takich ciał pojawiły się w 2000 roku, jednak odkrycia, a także planetarna natura tych ciał budziła wątpliwości. Istnienie samotnych planet było przedmiotem kontrowersji w środowisku naukowym do roku 2011, kiedy znalezienie dziesięciu obiektów tego typu ogłosił zespół astronomów z japońsko-nowozelandzkiej grupy MOA (Microlensing Observations in Astrophysics) oraz współpracujących z nimi polskich naukowców z projektu wielkoskalowego przeglądu nieba OGLE (Optical Gravitational Lensing Experiment). Planety zostały znalezione dzięki zjawisku mikrosoczewkowania grawitacyjnego, gdzie za tło przyjęto centrum Galaktyki. Dotychczasowe obserwacje sugerują, że powstające układy planetarne są niestabilne i zjawisko wyrzucania z nich planet może być powszechne, zaś liczba planet swobodnych okrążających jądro galaktyki przekracza liczbę gwiazd, według niektórych szacunków w naszej Galaktyce może być nawet 100 tysięcy razy więcej samotnych planet niż gwiazd. Nowsze badania prowadzone przez polski zespół astronomów OGLE sugerują jednak, że samotnych planet jest w Galaktyce znacznie mniej – na jedną planetę o masie bliskiej Jowisza przypadają cztery gwiazdy ciągu głównego. Encyklopedia pozasłonecznych układów planetarnych wymieniała w 2011 roku 13 potencjalnych samotnych planet.